# Rochester Knighthawks
Die Rochester Knighthawks sind ein Team der nordamerikanischen National Lacrosse League (NLL) und haben ihren Sitz in Rochester, New York. Die Mannschaft wurde 1995 gegründet und spielte bis 1997 in der Major Indoor Lacrosse League (MILL), ehe sie 1998 in die NLL umgewandelt wurde.

## Erfolge
Das Team konnte gleich in ihrer ersten Saison in der MILL ins Finale der Play-offs einziehen, wo sie nur knapp den Philadelphia Wings unterlagen. 1997 konnten sie ihren ersten Meistertitel und den letzten der MILL gewinnen. Im Jahr darauf startete die NLL in ihre erste Saison.
1999 und 2000 zogen die Knighthawks wieder ins Finale ein, doch den Champion’s Cup, der seit 1998 als Meisterschaftstrophäe vergeben wird, konnten sie nicht gewinnen. Ihre fünfte Finalteilnahme erlebte das Team 2003. Nachdem sie die Reguläre Saison zum ersten Mal als bestes Team beendet hatten, zogen sie bis ins Finale gegen die Toronto Rock, unterlagen allerdings dort mit 6:8.
Die Rochester Knighthawks haben nie die Playoffs verpasst und konnten sich 2007 zum 13. Mal in Folge für die Endrunde qualifizieren. Das ist Rekord in der MILL/NLL-Geschichte. Zudem konnten sie in dem Jahr erstmals den Champion’s Cup gewinnen, nachdem sie die Arizona Sting im Finale geschlagen hatten.
Nachdem sie 2012 Die Edmonton Rush im Finale 9:6 geschlagen hatten und diesen Titel in der nächsten Saison durch einen 11:10-Sieg gegen die Washington Stealth erfolgreich verteidigten, gelang ihnen 2014 durch einen 3:2-Sieg im Minigame gegen die Calgary Roughnecks als erste NLL-Mannschaft ein „Three-peat“, also das Gewinnen von drei aufeinander folgenden Titeln.

## Saisonergebnisse
| Saison         | Division   | S-N   | RS | Heim  | Auswärts | ET    | GT    | Playoffs             |
| -------------- | ---------- | ----- | -- | ----- | -------- | ----- | ----- | -------------------- |
| 1995           |            | 4-4   | 3. | 3-1   | 1-3      | 97    | 94    | Finale               |
| 1996           |            | 6-4   | 4. | 4-1   | 2-3      | 148   | 137   | Halbfinale           |
| 1997           |            | 5-5   | 4. | 2-3   | 3-2      | 156   | 136   | Meisterschaft        |
| 1998           |            | 6-6   | 3. | 3-3   | 3-3      | 168   | 159   | Halbfinale           |
| 1999           |            | 8-4   | 3. | 4-2   | 4-2      | 169   | 160   | Finale               |
| 2000           |            | 8-4   | 3. | 5-1   | 3-3      | 187   | 149   | Finale               |
| 2001           |            | 10-4  | 3. | 6-1   | 4-3      | 198   | 159   | Halbfinale           |
| 2002           | Central    | 13-3  | 2. | 8-0   | 5-3      | 261   | 202   | Halbfinale           |
| 2003           | Central    | 12-4  | 1. | 6-2   | 6-2      | 214   | 173   | Finale               |
| 2004           | Eastern    | 8-8   | 2. | 6-2   | 2-6      | 173   | 186   | Divisions-Halbfinale |
| 2005           | Eastern    | 10-6  | 3. | 5-3   | 5-3      | 193   | 179   | Divisions-Finale     |
| 2006           | Eastern    | 9-7   | 2. | 6-2   | 3-5      | 196   | 180   | Divisions-Finale     |
| Total          | 12 Saisons | 99-59 |    | 58-21 | 41-38    | 2,160 | 1,914 |                      |
| Playoff Totals |            | 9-11  |    | 3-3   | 6-8      | 247   | 252   |                      |

S-N = Siege-Niederlagen; RS = Divisions-Platzierung der Regulären Saison; ET = Erzielte Tore; GT = Gegentore; 
2007 wurden sie dank eines überragenden John Grants erneut Meister.